# Moţrābād
Moţrābād (persiska: مطر آباد) är en ort i Iran.   Den ligger i provinsen Khorasan, i den nordöstra delen av landet, 600 km öster om huvudstaden Teheran. Moţrābād ligger 1 295 meter över havet och antalet invånare är 154.
Terrängen runt Moţrābād är huvudsakligen kuperad, men den allra närmaste omgivningen är platt.Runt Moţrābād är det glesbefolkat, med 14 invånare per kvadratkilometer. Närmaste större samhälle är Bajestān, 17,5 km öster om Moţrābād. Trakten runt Moţrābād är ofruktbar med lite eller ingen växtlighet.